# المريجب
المريجب قرية في منطقة معرة النعمان في محافظة إدلب في سورية. بلغ عدد سكانها 580 نسمة في عام 2004 حسب إحصاء المكتب المركزي للإحصاء.